# Kubed
Kubed (wł. Covedo) – wieś w Słowenii, w gminie miejskiej Koper. 1 stycznia 2018 liczyła 179 mieszkańców.